# Colostygia bellaria
Colostygia bellaria är en fjärilsart som beskrevs av John Henry Leech 1897. Colostygia bellaria ingår i släktet Colostygia och familjen mätare. Inga underarter finns listade i Catalogue of Life.